# Crateropora falcata
Crateropora falcata är en mossdjursart som beskrevs av Levinsen 1909. Crateropora falcata ingår i släktet Crateropora och familjen Aspidostomatidae. Inga underarter finns listade i Catalogue of Life.